# Třída Lazaga
Třída Lazaga je třída hlídkových lodí postavených v druhé polovině 70. let pro Španělské námořnictvo na základě projektu FBP-57 německé loděnice Lürssen. Celkem bylo postaveno 10 člunů této třídy, z toho šest pro Španělsko a čtyři další pro Maroko. Po vyřazení ze služby ve španělském námořnictvu dva čluny získalo Kolumbijské námořnictvo. Marocké čluny jsou stále v aktivní službě.

## Stavba
Plavidla této třídy byla navržena německou loděnicí Lürssen na základě její typové řady FBP-57 (číslo značí délku trupu v metrech). Deset plavidel této třídy bylo postaveno v letech 1973–1982. Část lodí byla postavena loděnicí Lürssen a část španělskou loděnicí Izar v Cadizu.
Jednotky třídy Lazaga:
| Jméno                        | Vstup do služby   | Status                                                                     |
| ---------------------------- | ----------------- | -------------------------------------------------------------------------- |
| Lazaga (P-01)                | 1975              | Vyřazen.                                                                   |
| Alsedo (P-02)                | 1977              | Vyřazen.                                                                   |
| Cadarso (P-03)               | 1976              | Od roku 2011 kolumbijská ARC Jorge Enrique Márquez Durán (PO-43), aktivní. |
| Villaamil (P-04)             | 1977              | Vyřazen.                                                                   |
| Bonifaz (P-05)               | 1977              | Vyřazen.                                                                   |
| Recalde (P-06)               | 1977              | Od roku 2009 kolumbijská ARC Capitán Pablo José de Port (PO-42), aktivní.  |
| Commandant el Khattabi (304) | 3. června 1981    | Aktivní.                                                                   |
| Commandant Boutouba (305)    | 11. prosince 1981 | Aktivní.                                                                   |
| Commandant el Harti (306)    | 25. února 1982    | Aktivní.                                                                   |
| Commandant Azouggarh (307)   | 2. srpna 1982     | Aktivní.                                                                   |

## Konstrukce

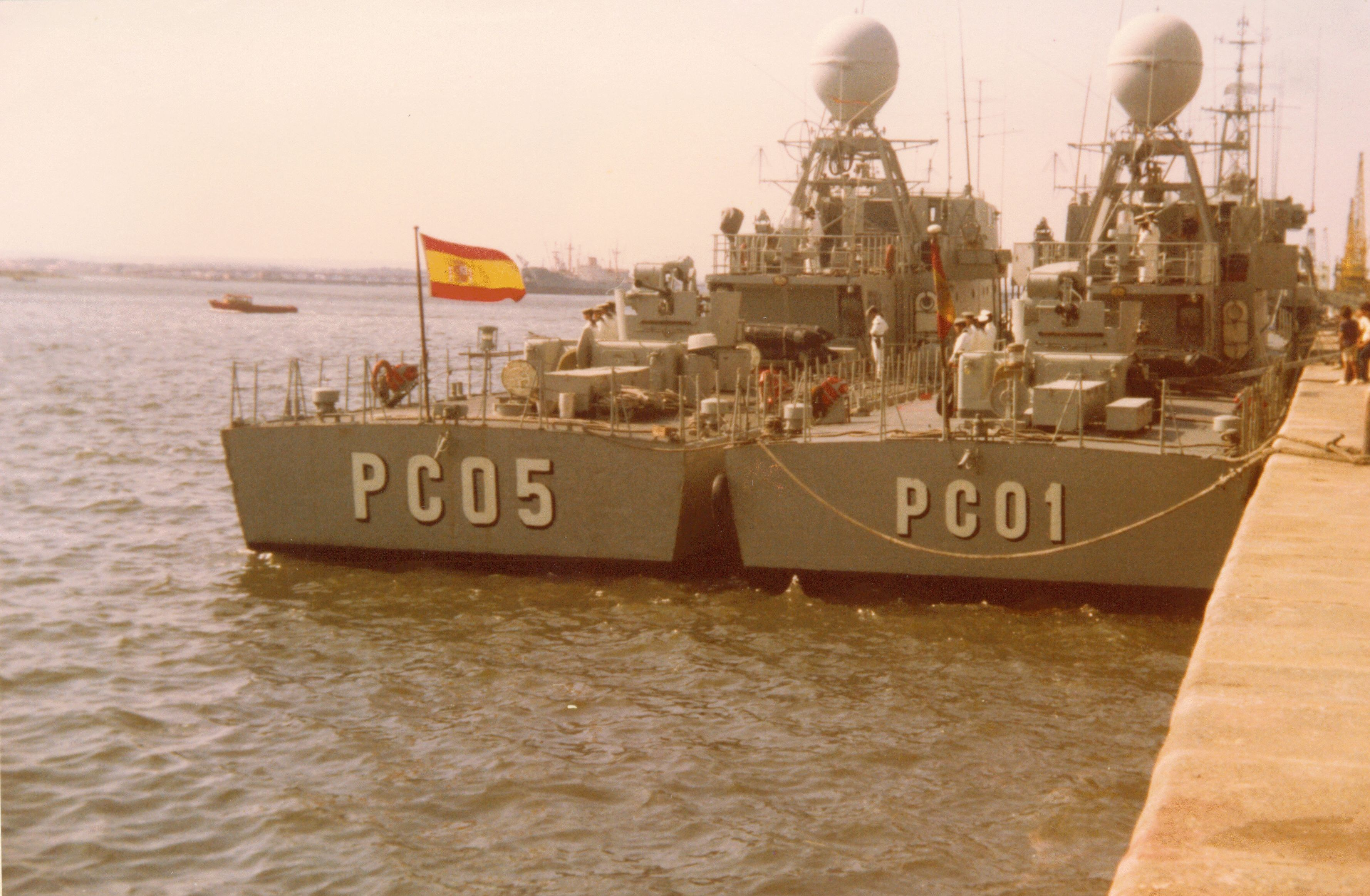
Raketové čluny Bonifaz (PC-05) a Lazaga (PC-01) v roce 1983

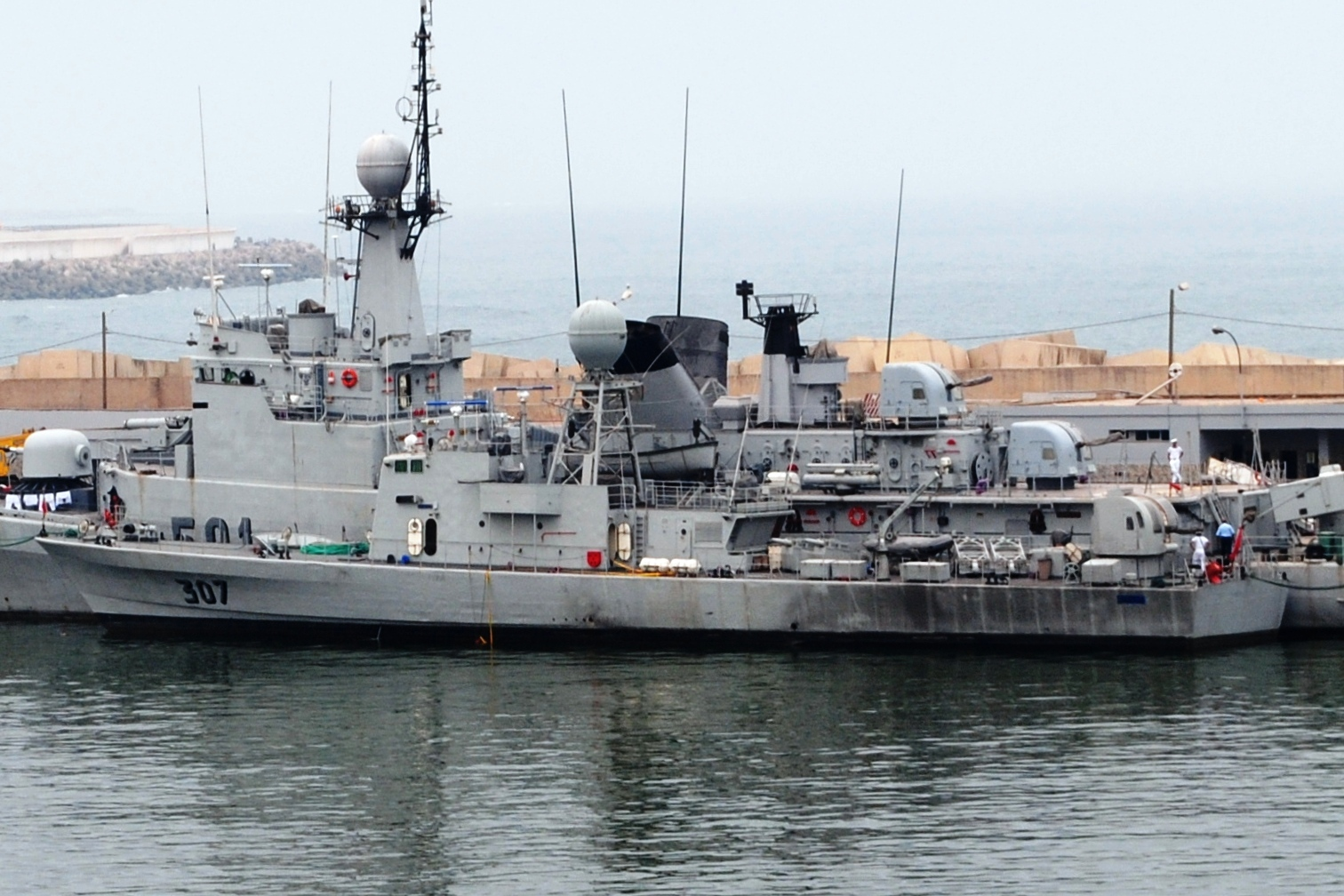
Marocká loď Commandant Azouggarh (307) v roce 2010

Hlavňovou výzbroj španělských člunů tvořil jeden 76mm kanón OTO Melara v dělové věži na přídi, jeden 40mm kanón Breda-Bofors a dva 20mm kanóny Oerlikon. Plavidla dále nesla dva trojhlavňové 324mm torpédomety sloužící k napadání ponorek. Ty byly vyhledávány pomocí sonaru typu Signaal WM-22. V případě potřeby bylo možné výzbroj posílit o čtyři protilodní střely Boeing Harpoon. Pohonný systém tvoří dva diesely MTU. Nejvyšší rychlost dosahuje 31 uzlů. Dosah je 3000 námořních mil při rychlosti 15 uzlů.